# Johann von Spreckelsen (Ratsherr)
Johann von Spreckelsen (* 20. Mai 1607 in Hamburg; † 6. Juni 1684 ebenda) war ein deutscher Kaufmann und Hamburger Ratsherr.

## Herkunft und Familie
Spreckelsen war ein Sohn des Oberalten im Kirchspiel Sankt Katharinen Peter von Spreckelsen († 1630) und dessen Ehefrau Anna Beckmann (1582–1648), Tochter des Oberalten im Kirchspiel Sankt Petri Lucas Beckmann (1546–1614).
Am 9. Oktober 1637 heiratete er Catharina Schele (1611–1666), Tochter des Ratsherrn Wolder Schele (1579–1649). Von seinen Söhnen wurden Wolder († 1695), Hartwig († 1708) und Peter (1642–1724) Advokaten in Hamburg. Hartwig war zudem auch als Richter am Niedergericht tätig.

## Leben und Wirken
Spreckelsen war Kaufmann in Hamburg, als er im Jahr 1660 zum Ratsherrn gewählt wurde. Als die Hamburger Bürgerschaft im Jahr 1666 forderte, dass Zeugen vor Gericht ihre Aussagen beschwören müssen, weigerte Spreckelsen, der seit 1665 Prätor war, sich, „nach den Pfeifen unberufener Spielleute zu tanzen“. Die Bürgerschaft forderte daraufhin seine Absetzung als Ratsherr. Der Rat verweigerte der Bürgerschaft aber diesen Wunsch. Die Vermittlungsversuche des kaiserlichen Kommissars Johann Gabriel Freiherr von Selb blieben auch erfolglos, und so stimmte der Rat am 24. April 1667 der Absetzung Spreckelsens zu. Spreckelsen ging nun an das Reichskammergericht nach Speyer und verklagte den Hamburger Rat, worauf Spreckelsen wiederum an Hamburger Gerichten verklagt wurde. Seine veröffentlichten Schriften beziehen sich auf diesen Prozess. Er starb 1684, bevor der Prozess zu Ende geführt wurde. Seine Erben setzten den Prozess jedoch nicht fort.
Im Jahr 1676 war Spreckelsen von Kaiser Leopold I. in den Adelsstand erhoben worden.

## Schriften (Auswahl)
- „Unterthäniges Memorial und Bitte an Ihro Excellentz den kaiserlichen Herrn Reichs Hof Raht und Commissarium Herrn Lützaun“. 17. Dezember 1666.
- „Allerunterthänigster Gegenbericht auff dem ad adverso übergebenen Bericht. In Sachen Johann von Spreckelsen“. 5. Februar 1667.
- „An Ihro Chur-Furstl. Durchl. zu Brandenburg und Fürstl. Durchl. Rudolph Augusto zu Braunschweig Wolffenbuttel Hochansehnlichen Subdelegirten. Demütigster Bericht und Erklärung. In Sachen Johan von Spreckelsen Rahtsverwandten und Richtern in Hamburg. Contra Die 52ger Lt. Jacob Morsen und Dr. Johan Waltern“. Hamburg 20. Januar 1670 (Digitalisat auf den Seiten der Staats- und Universitätsbibliothek Hamburg [abgerufen am 28. November 2014]).
- „Demüthigste Bitte an Ihro Chur-Fürstliche Durchlaucht zu Brandenburg und Fürstliche Durchlaucht Rudolph Augusto zu Braunschweig-Wolfenbüttel“. 22. April 1670.
- „An die römische Kaiser, auch zu Hungarn und Boheimb königliche Majestät. Allerunterthänigste Supplication pro revisione actorum et mutatione sententiae in excelso Consil. Imp. Aulico latae in melius“. 9. April 1676.
- „An Einen Woledlen Hochweisen Raht der Stadt Hamburg. Dienstliche Supplication“. 28. November 1676.
- „An Einen Woledlen Hochweisen Raht der Stadt Hamburg unterdienstliche Anzeige und wiederholte Bitte“. 12. Dezember 1676.